# Beraba erosa
Beraba erosa là một loài bọ cánh cứng trong họ Cerambycidae.